# Euphoria (песня Кендрика Ламара)
Euphoria — дисс-трек американского рэпера Кендрика Ламара. Песня записана в ответ на сингл канадско-американского рэпера Дрейка «Push Ups» и его независимо выпущенную песню «Taylor Made Freestyle». Песня была неожиданно выпущена 30 апреля 2024 года на лейбле Interscope Records, сначала как эксклюзив для YouTube, а спустя несколько часов появилась на стриминговых платформах. Песня получила своё название от американского драматического сериала для подростков «Эйфория», исполнительным продюсером которого является Дрейк.
Песня была спродюсирована Кардо и Кьюро, а также Джонни Джулиано, Sounwave и Yung Exclusive. Расширенное вступление содержит сэмпл песни Тедди Пендерграсса 1981 года «You’re My Latest, My Greatest Inspiration». Песня «Euphoria» получила в целом положительные отзывы музыкальных критиков, которые отметили её юмористический, но ненавистный тон, разностороннее исполнение Ламара и сложные подтексты. Тем не менее, критика была направлена на постановку песни и несколько шутливых фраз, которые некоторые посчитали неприемлемыми. В 2024 году песня побила рекорд по количеству просмотров на стриминговых платформах за один день для хип-хоп композиций.

## Предыстория
22 марта 2024 года Кендрик Ламар неожиданно появился на совместном студийном альбоме Фьючера и Metro Boomin We Don’t Trust You с синглом «Like That». Его куплет был направлен против Дрейка и Джей Коула в ответ на их сингл «First Person Shooter». Коул ответил на «Like That» полярной песней «7 Minute Drill», которую позже отозвал и удалил из стриминговых сервисов.
Дрейк предложил два ответа на «Like That». Премьера первого, «Push Ups», состоялась после утечки низкокачественной демо-версии, которая сэмплировала «Get Money» рэпера Junior M.A.F.I.A. В песне Дрейк высмеивает невысокий рост и музыкальную аутентичность Ламара, а также порождает слухи о том, что его вымогает бывший лейбл Top Dawg Entertainment.
Второй ответ, «Taylor Made Freestyle», был опубликован на аккаунтах Дрейка в социальных сетях сразу после выхода «Push Ups» на стриминговые платформы. В песне использовался вокал, созданный искусственным интеллектом Тупака Шакура и Снуп Догга, двух музыкальных кумиров Ламара, чтобы побудить его выпустить собственный ответ. Он также поставил под сомнение свою дружбу с певицей Тейлор Свифт, в честь которой назван трек. Наследники Шакура направили Дрейку письмо с требованием прекратить действия, обвинив его в нарушении прав личности рэпера и злоупотреблении его наследием. Они также заявили, что вокал, сгенерированный искусственным интеллектом, использованный против Ламара, «хорошего друга» наследства, который уважал Шакура публично и в частном порядке, усугубляет неуважение. Дрейку было приказано удалить песню со своих аккаунтов в социальных сетях или столкнуться с судебным разбирательством; он выполнил первое требование.

## Композиция
Песня начинается с аудиосэмпла, который, как выяснилось, представляет собой перевёрнутый аудиоклип из фильма «Виз» (по мотивам «Волшебника страны Оз») 1978 года с Майклом Джексоном (с которым Дрейк часто сравнивал себя), в котором Ричард Прайор, играющий роль Волшебника Оз, говорит: «Все, что обо мне говорят, правда. Я обманщик». После этого песня начинается «мягко», и Ламар ждёт финальной строки первого куплета, чтобы напрямую обратиться к Дрейку. Вступление песни построено на сэмпле песни Тедди Пендерграсса «You’re My Latest, My Greatest Inspiration». Ламар говорит о «параноидальном», «жалком» и «закрученном» мастере-манипуляторе, «фабрикующем истории на семейном фронте». Затем ритм набирает обороты, а подача становится «более резкой», в то время как рэпер делает отсылки к имени Дрейка («Draco Pistol»), а также к предыдущему дисс-треку «Taylor Made Freestyle».
Позже Ламар упоминает Дрейка и Коула по имени и ссылается на «The Story of Adidon», дисс-трек 2018 года от рэпера Pusha T, направленный против Дрейка, в контексте отцовства.

## Отзывы
| Оценки критиков | Оценки критиков |
| Источник        | Оценка          |
| --------------- | --------------- |
| Complex         | 42/50           |

По результатам анализа сетевого издания Complex, в котором оценивались текст, подача, качество и общая эффективность песни, «Euphoria» получила 42 балла из 50 (84 %). Эксперт, Питер А. Берри, пришёл к выводу, что песня «немного слишком растянута» для её же блага, а продюсирование «немного средненькое», но в конечном итоге она предлагает «мощную смесь мастерства, порочности и юмора, которую будет трудно преодолеть любому».
Вивиан Медити из The Fader назвала «Euphoria» выдающейся рэп-песней и «динамичным исследованием ненависти». Андре Ги из Rolling Stone был впечатлён тем, что Ламар звучит как «опытный ветеран», несмотря на то, что песня является его первой официальной дисс-записью. Анхель Диас, написавший рецензию для Billboard, считает, что его ответ «стоил ожидания» и похвалил его плотную лирику.
В менее благоприятных отзывах Альфонс Пьер из Pitchfork считает, что «Euphoria» не хватает «нокаутирующего удара», который мог бы перевести вражду Ламара с Дрейком в разряд «мимолётного зрелища». Пьер считает, что трек не дотягивает до других диссов, таких как «Ether» рэпера Nas, особенно в связи с тем, что Пьер считает «гей-шутками» в «Euphoria». Пьер также негативно отозвался о продюсировании песни, особенно считая, что трек имеет «худшие переключения ритма, которые вы услышите за весь год». Бен Бомон-Томас из The Guardian также написал, что для человека, чей артистизм «опирается на его самопрезентацию как несовершенного, но просвещённого», Ламар унизил себя, используя «откровенные» женоненавистнические и гомофобные тексты; особенно использование термина dickrider для описания коллег Дрейка по лейблу OVO. Бомонт-Томас также раскритиковал продюсирование, назвав ритм «нелепым, даже если Ламар исполняет его с мастерством и анимацией».

## Коммерческие показатели
Песня «Euphoria» заняла первое место в американском чарте Spotify, а также первое место в американском Apple Music и глобальных музыкальных чартах. В чарте Billboard Hot 100 она дебютировала под номером 11.

## Чарты
| Чарт (2024)                           | Высшая позиция |
| ------------------------------------- | -------------- |
| Австралия (ARIA)                      | 8              |
| Австралия Hip Hop/R&B (ARIA)          | 2              |
| Канада (Billboard Canadian Hot 100)   | 13             |
| Мир (Billboard Global 200)            | 18             |
| Ирландия (IRMA)                       | 51             |
| Литва (AGATA)                         | 6              |
| Новая Зеландия (Recorded Music NZ)    | 5              |
| ЮАР (Billboard)                       | 10             |
| Великобритания (UK Singles Chart)     | 50             |
| США (Billboard Hot 100)               | 11             |
| США (Billboard Hot R&B/Hip-Hop Songs) | 3              |